# Студентернас
Стадион «Студентернас» (швед. Studenternas IP) — спортивное сооружение в Уппсале, Швеция. Сооружение предназначено для проведения футбольных матчей в летний период, и хоккейных в зимний период. Арену для домашних игр используют команды по хоккею с мячом — «Веста», «Уппсала», «Сириус». Трибуны спортивного комплекса вмещают 14 000 зрителей.
Открыта арена в 1909 году. Один из старейших стадионов Швеции.
Инфраструктура: искусственный лёд.

## Информация
Адрес: Уппсала, Ulleråkersvägen, 6 (Uppsala)